# One Liberty Place
One Liberty Place je v současné době druhý nejvyšší mrakodrap ve Filadelfii hned po budově Comcast Center. Má 61 pater a výšku 288 m. Navrhl ho architekt Helmut Jahn z firmy Murphy/Jahn Architects. Budova vypadá jako novější verze newyorského mrakodrapu Chrysler Building. Stavba probíhala v letech 1984 – 1987. Přibližně 3 roky od jeho dokončení byl komplex rozšířen o skoro stejnou, ale o 30 metrů nižší budovu s názvem Two Liberty Place.